# Fabrice Borer
Pour les articles homonymes, voir Borer (homonymie).
Fabrice Borer, né le 24 décembre 1971 à Delémont, est un gardien de football professionnel suisse. 
Il prend sa retraite professionnelle en juin 2007. Il a un fils et une fille.

## Biographie
Famille
Il est le père de Nathan Borer évoluant actuellement en 3ème ligue au FC Grimisuat. 

### En club
- 1991-1992 : SR Delémont
- 1992-1995 : FC Lausanne-Sport
- 1995-2002 : FC Sion
- 2002-2004 : Grasshopper Zürich
- 2004-2007 : FC Sion

## Palmarès
- Vainqueur de la Coupe de Suisse 2006 FC Sion,  Suisse
- Ascension en Axpo Super League 2006 FC Sion,  Suisse
- Vainqueur de la Coupe de Suisse 1997 FC Sion,  Suisse
- Champion de Suisse 1997, FC Sion
- Champion de Suisse 2003, Grasshopper Club Zürich